# الليبرالية الحديثة في الولايات المتحدة

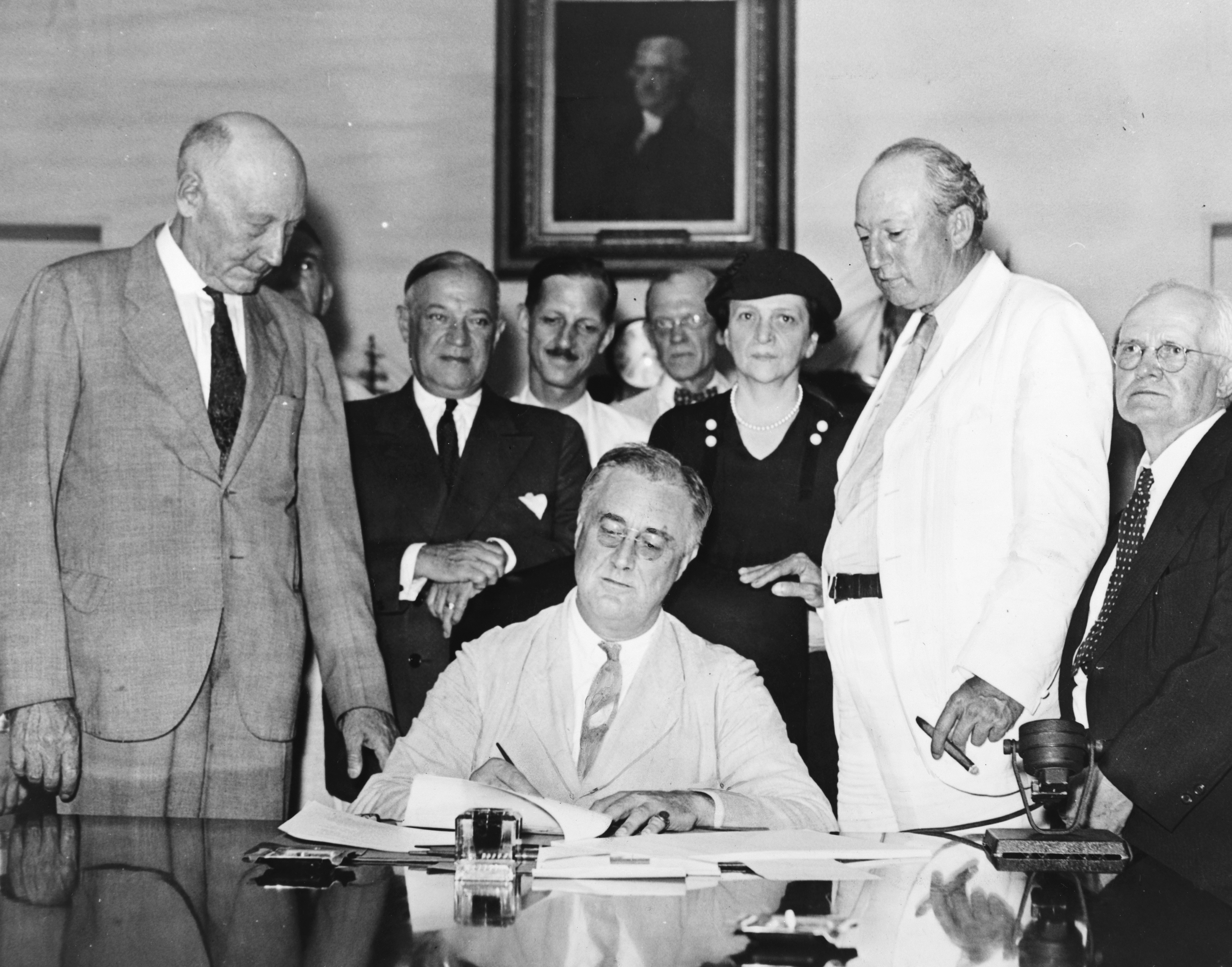

الليبرالية الحديثة هي النسخة المسيطرة من الليبرالية في الولايات المتحدة. تدمج بين أفكار الحرية المدنية والمساواة إلى جانب دعم العدالة الاجتماعية والاقتصاد المختلط. وفقًا لإيان آدمز، جميع الأحزاب الأمريكية «ليبرالية ولطالما كانت كذلك. بشكل أساسي، يتبنون الليبرالية الكلاسيكية والتي هي شكل من أشكال الدستورية التي أُضفي عليها الطابع الديمقراطي إلى جانب السوق الحر. تأتي نقطة الاختلاف نتيجةً لتأثير الليبرالية الاجتماعية».
من الناحية الاقتصادية، تعارض الليبرالية الأمريكية الحديثة فرض تخفيضات على شبكة الأمان الاجتماعي وتدعم دور الحكومة في الحد من عدم المساواة، وتأمين التعليم، وضمان الوصول إلى الرعاية الصحية، وتنظيم النشاط الاقتصادي وحماية البيئة الطبيعية. هذه الصيغة من الليبرالية أخذت شكلها في الولايات المتحدة في القرن العشرين عندما امتد وصول الحقوق الدستورية والحقوق المدنية إلى فئة أكبر من المواطنين. تشمل أبرز الأمثلة عنها القومية الجديدة لثيودور روزفلت، والحرية الجديدة لوودرو ويلسون، والصفقة الجديدة لفرانكلين دي. روزفلت، والصفقة العادلة لهاري إس.ترومان، والحدود الجديدة لجون إف.كينيدي والمجتمع العظيم لليندون بي.جونسون.
في النصف الأول من القرن العشرين، كان لدى كلا الحزبين الأمريكيين الرئيسيين جناحًا ليبراليًا وجناحًا محافظًا. شكّل الجمهوريون الجنوبيون المحافظون والديمقراطيون الجنوبيون الائتلاف المحافظ الذي سيطر على الكونغرس في حقبة ما قبل الحقوق المدنية. عندما بدأ الديمقراطيون تحت قيادة الرئيس جونسون بدعم الحقوق المدنية، أصبح الجنوب الصلب سابقًا -الذي يعني ديمقراطي بشكل كبير- جمهوريًا بشكل كبير ما عدا في المقاطعات التي تحتوي على عدد كبير من الناخبين الأفريقيين الأمريكيين. منذ ستينيات القرن العشرين كان يعتبر الحزب الديمقراطي ليبراليًا والحزب الجمهوري محافظًا. يُشار إلى مجموعات الليبراليين بأنها اليسار ومجموعات المحافظين بأنها اليمين. ابتداءً من القرن الواحد والعشرين، كان هناك انقسام حاد بين الليبراليين الذين يميلون للعيش في مجتمعات أكثر كثافة وتجانسًا، وبين المحافظين الذين يميلون للعيش في مجتمعات أقل كثافة وتجانسًا.

## نظرة عامة
تدعم الفلسفة الليبرالية الأمريكية الحديثة بشدة الإنفاق العام على برامج مثل التعليم والرعاية الصحية والرفاهية. تتضمن القضايا الاجتماعية الهامة خلال الجزء الأول من القرن الواحد والعشرين عدم المساواة الاقتصادية (الثروة والدخل)، وحقوق التصويت للأقليات، والتمييز الإيجابي (للأقليات)، وحق الإنجاب وحقوق المرأة الأخرى، ودعم حقوق مجتمع الميم وإصلاح قوانين الهجرة.
أخذت الليبرالية الحديثة شكلها خلال القرن العشرين، مع وجود جذور لها في القومية الجديدة لثيودور روزفلت، والحرية الجديدة للوودرو ويلسون، والصفقة الجديدة لفرانكلين دي.روزفلت، والصفقة العادلة لهاري إس.ترومان، والحدود الجديدة لجون إف.كينيدي، والمجتمع العظيم لليندون بي.جونسون. يعارض الليبراليون الأمريكيون المحافظين في أغلب القضايا ولكن ليس جميعها. ترتبط الليبرالية الحديثة تاريخيًا بالليبرالية الاجتماعية والتقدمية، على الرغم من أن العلاقة الحالية بين وجهات النظر الليبرالية والتقدمية هي موضع نقاش.
عرف جون كينيدي الليبرالية على الشكل التالي:
إذا كانوا يقصدون بكلمة «ليبرالي» شخصًا ينظر إلى الأمام وليس إلى الخلف، شخصًا يهتم برفاهية الناس، صحتهم ومسكنهم ومدارسهم وعملهم وحقوقهم المدنية وحرياتهم المدنية، شخصًا يؤمن بأننا نستطيع كسر الجمود والشكوك التي تسيطر على سياساتنا في الخارج، إذا كان ذلك ما يقصدونه بكلمة «ليبرالي»، إذًا أنا فخور بأن أقول إنني ليبرالي.
في عام 1914، عرّف فرانكلين دي.روزفلت الحزب الليبرالي على الشكل التالي:
الحزب الليبرالي يؤمن إنه عندما تظهر ظروف ومشاكل جديدة تتجاوز قدرة الرجال والنساء على مواجهتها أفرادًا، فإنه يصبح من واجب الحكومة إيجاد تدابير جديدة مناسبة لها. يصر الحزب الليبرالي على أن الحكومة عليها واجب محدد بأن تستخدم كل قوتها ومورادها لملاءمة المشاكل الاجتماعية الجديدة مع التوجيهات الاجتماعية الجديدة لتضمن للشخص العادي حقه بالحياة السياسية والاقتصادية، والحرية والسعي لتحقيق السعادة.
لعبت النظرية الكنزية الاقتصادية دورًا مهمًا في الفلسفة الاقتصادية لليبراليين الأمريكيين الحديثين. يعتقد الليبراليون الأمريكيون الحديثون أن الرخاء الوطني يتطلب إدارة حكومية للاقتصاد الكلي من أجل إبقاء معدل البطالة منخفضًا، والتضخم تحت السيطرة والنمو مرتفعًا.
يقدرون أيضًا قيمة المؤسسات التي تكافح ضد عدم المساواة الاقتصادية.
كتب بول كروغمان في كتابه «الضمير الليبرالي» قائلًا:
«أنا أؤمن بمجتمعٍ متساوٍ نسبيًا، تدعمه المؤسسات التي تحد من التطرف في الغنى والفقر. أؤمن بالديمقراطية والحريات المدنية وسيادة القانون. يجعلني ذلك ليبراليًا، وأنا فخور بذلك». كثيرًا ما يشير الليبراليون إلى الازدهار واسع النطاق الذين تمتعوا به في ظل اقتصاد مختلط في السنوات التي تلت الحرب العالمية الثانية. يعتقدون بأن الحرية موجودة عندما يكون الوصول إلى الضروريات مثل الرعاية الصحية والفرص الاقتصادية متاحًا للجميع ويؤيدون أيضًا حماية البيئة.
عادة ما ترتبط الليبرالية الأمريكية الحديثة بالحزب الديمقراطي مثلما ترتبط العقلية المحافظة الأمريكية الحديثة بالحزب الجمهوري.

### مقارنة بين الاستخدام الأمريكي والأوروبي لمصطلح ليبرالية
في الوقت الحالي، تُستخدم كلمة ليبرالية بشكل مختلف في البلدان المختلفة. واحدة من أكبر التناقضات هي بين استخدام الولايات المتحدة واستخدام أوروبا لها. وفقًا لآرثر إم.شليزينغر جونيور(كتاباته في عام 1956)، «الليبرالية في الاستخدام الأمريكي تمتلك بعض القواسم المشتركة مع استخدامها في السياسة في أي بلد أوروبي، ربما باستثناء بريطانيا». في أوروبا، تعني الليبرالية عادةً ما يطلق عليه أحيانًا الليبرالية الكلاسيكية، التزام بحكومة محدودة، واقتصاديات عدم التدخل والحقوق الفردية غير القابلة للتصرف. هذه الليبرالية الكلاسيكية تنسجم أحيانًا مع التعريف الأمريكي للتحررية(libertarianism)، على الرغم من أن البعض قد يلاحظ الفرق بين الليبرالية الكلاسيكية والتحررية.
في الولايات المتحدة، يشير المصطلح العام لليبرالية غالبًا إلى الليبرالية الحديثة، شكل أكثر اجتماعية لليبرالية الكلاسيكية. في أوروبا، هذه الليبرالية الاجتماعية أقرب إلى الديمقراطية الاجتماعية الأوروبية، على الرغم من أن الشكل الأصلي مدعوم من قبل بعض الأحزاب الليبرالية في أوروبا إلى جانب مجموعة بيفيريدج داخل حزب الديمقراطيين الليبراليين(المملكة المتحدة) وحزب الشعب الليبرالي(السويد) والحزب الليبرالي الاجتماعي الدنماركي، والحركة الديمقراطية(فرنسا) أو الحزب الجمهوري الإيطالي.

### ديموغرافية الليبراليين الأمريكيين
وجدت دراسة أجراها مركز بيو للأبحاث عام 2005 أن الليبراليين كانوا أكثر ديموغرافية وآيديولوجية وتعليمًا وكانوا مرتبطين بالمجموعات الفرعية المحافظة من أصحاب المشاريع لأكثر المجموعات ثراءً. 49% من أولئك الذين يُعرفون أنفسهم بأنهم ليبراليون كانوا خريجين جامعيين، و41% منهم يمتلكون دخل أسرة معيشي يتجاوز 75 ألف دولارً، مقارنةً مع 27% و28% على التوالي لقيمة المعدل الوطني. أصبحت الليبرالية هي الآيديولوجية السياسية المسيطرة في الأوساط الأكاديمية، مع 44-66% يعرفون أنفسهم بأنهم ليبراليين، اعتمادًا على الصياغة الدقيقة للاستطلاع، وذلك بالمقارنة مع 40-46% يعرفون أنفسهم على أنهم ليبراليين في الاستطلاعات من عام 1969 حتى عام 1984. كانت العلوم الاجتماعية والإنسانية هي الأكثر ليبرالية في حين كانت الأقسام الهندسية والأعمال هي الأقل ليبرالية، على الرغم من أن عدد الليبراليين في أقسام الأعمال تفوق عدد المحافظين بمعدل اثنين إلى واحد. يجعلنا ذلك نسأل السؤال الشائع فيما إذا كان الليبراليون في المتوسط أكثر تعليمًا من المحافظين، ومن نظرائهم السياسيين. يؤكد استطلاعان للرأي أجرتهما مؤسسة زغبي من عام 2008 حتى عام 2010 أن من يعرّفون أنفسهم بأنهم ليبراليون لديهم نزعة للذهاب إلى الجامعة أكثر ممن يعرّفون أنفسهم على أنهم محافظون. بينت الاستطلاعات أن الشباب من الأمريكيين يعتبرون أكثر ليبرالية من عامة السكان. اعتبارً من عام 2009، كان 30% من ذوي الفئة العمرية 18-29 ليبراليين. في عام 2011، تغيرت هذه النسبة إلى 28% مع استقطاب المعتدلين للإثنين بالمئة الباقية.
بين استطلاع رأي أجرته مؤسسة غالوب أن وجهات النظر الليبرالية الاجتماعية كانت مستمرة في الازدياد في الولايات المتحدة منذ عام 1999. اعتبارًا من عام 2015، كان عدد الأمريكيين الليبراليين الاجتماعيين مساوٍ تقريبًا لعدد الأمريكيين المحافظين الاجتماعيين (كل منهما 31%) مع استمرار ارتفاع التوجه الليبرالي الاجتماعي. في بدايات عام 2016، بينت مؤسسة غالوب أن عددًا أكبر من الأمريكيين يعرفون أنفسهم بأنهم ذوي آيديولوجية محافظة (37%) أو معتدلون (35%) بدلًا من ليبراليين (24%)، غير أن تلك الليبرالية كانت تزداد شعبيتها ببطء منذ عام 1992 إذ بلغت أعلى مستوى لها منذ 24 عامًا.

### قضايا القرن الواحد والعشرين
في الحديث السياسي لبدايات القرن الواحد والعشرين في الولايات المتحدة، أصبحت الليبرالية تشمل دعم حقوق الإنجاب للنساء، بما فيها الإجهاض، والتمييز الإيجابي لمجموعات الأقليات التي تعرضت للتمييز تاريخيًا، وتعددية الأطراف ودعم المؤسسات الدولية، ودعم الحقوق الفردية فضلًا عن مصالح الشركات، ودعم الرعاية الصحية الشاملة للأمريكيين(مع خيار دفع من جهة واحدة)، ودعم حقوق المثليين والمساواة في الزواج ومعارضة التخفيضات الضريبية للأثرياء.

## لمحة تاريخية
بحث المؤرّخ والمؤيّد للليبرالية آرثر ماير شليزنغر الابن بعمق إرث الديمقراطية الجاكسونية في تأثيرها على فرانكلين دي. روزفلت. وقال روبرت فينسنت ريميني، كاتب سيرة أندرو جاكسون:
«توسع الديمقراطية الجاكسونية، إذن، مفهوم الديمقراطية إلى أبعد حد تظل فيه قابلةً للتطبيق. [...] وبذلك تكون قد ألهمت الكثير من الأحداث الديناميكية والدرامية في التاريخ الأمريكي في القرنين التاسع عشر والعشرين -يجدر هنا ذكر الشعوبية والتقدمية والصفقتين الجديدة والعادلة وبرنامجي الحدود الجديدة والمجتمع العظيم كأمثلة واضحة».
في عام 1956، قال شليزنغر أن الليبرالية في الولايات المتحدة تتضمّن شكلًا لمبدأ عدم التدخل وشكلًا للتدخل الاقتصادي الحكومي. وهو يرى أن الليبرالية في الولايات المتحدة تهدف إلى تحقيق تكافؤ الفرص للجميع، ولكن الوسيلة لتحقيق ذلك تتغيّر تبعًّا للظروف. يقول: «إن عملية إعادة تعريف الليبرالية اعتمادًا على الاحتياجات الاجتماعية للقرن العشرين قد أجراها ثيودور روزفلت وقوميّته الجديدة، وودرو ويلسون وحرّيّته الجديدة، وفرانكلين روزفلت وصفقته الجديدة. من بين هذه الفترات الإصلاحية الثلاثة، ظهر مفهوم دولة الرفاهية الاجتماعية، والتي يكون فيها على الحكومة الوطنية التزام صريح للحفاظ على مستوياتٍ مرتفعة من العمالة في الاقتصاد، والإشراف على معايير الحياة والعمل، وتنظيم أساليب المنافسة التجارية، وإنشاء أنماط شاملة للضمان الاجتماعي».
يميّز البعض بين الليبرالية الكلاسيكية الأمريكية والليبرالية الجديدة، المعروفة باسم الليبرالية الاجتماعية.

### الحقبة التقدمية
ظهرت الحركة التقدمية في تسعينيات القرن التاسع عشر وضمّت إصلاحيين فكريين مثل عالم الاجتماع ليستير فرانك وارد والخبير الاقتصادي ريتشارد تي. إلي. لقد غيّروا الليبرالية الفيكتورية، وأبقوا على التزامهم بالحرّيّات المدنية والحقوق الفردية بينما تجاهلوا دعوتها لاتّباع الاقتصاد القائم على مبدأ عدم التدخّل. ساعد وارد في تعريف ما سيصبح دولة الرفاهية الحديثة بعد عام 1933. غالبًا ما كان الإصلاحيون يدعمون النقابات العمالية المتنامية وأحيانًا حتى الاشتراكيين على اليسار منهم. كانت حركة الإنجيل الاجتماعي حركة فكرية بروتستانتية ساعدت في تشكيل الليبرالية خاصة من عام 1890 إلى عام 1920. طبّقت الحركة الأخلاقيات المسيحية على المشكلات الاجتماعية، لا سيما قضايا العدالة الاجتماعية مثل عدم المساواة الاقتصادية والفقر وإدمان الكحول والجريمة والتوتّرات العنصرية والأحياء الفقيرة والبيئة غير النظيفة وعمالة الأطفال ونقابات العمال غير الكفوءة والمدارس الفقيرة وخطر الحرب. كان والدا ليندون بينز جونسون ناشطين في حركة الإنجيل الاجتماعي وكان هو الآخر ملتزمًا بها مدى الحياة، فقد سعى إلى تحويل المشاكل الاجتماعية إلى مشاكل أخلاقية. وهدا ما يساعد في تفسير التزامه طويل الأمد بالعدالة الاجتماعية كما جسّده المجتمع العظيم والتزامه بالمساواة العرقية. ألهم الإنجيل الاجتماعي صراحةً نهجه في السياسة الخارجية تجاه نوع من الأممية المسيحية وبناء الأمة. وكان جون ديوي مؤثّرًا للغاية في الفلسفة والتعليم.
بين عام 1900 و1920، نعت الليبراليون أنفسهم «بالتقدميين». لقد احتشدوا خلف الجمهوريين بقيادة ثيودور روزفلت وروبرت لا فوليت وكذلك الديمقراطيين بقيادة وليام جيننغز بريان ووودرو ويلسون لمحاربة الفساد والهدر والائتمانات الكبيرة (الاحتكارات). وشدّدوا على المُثُل العليا للعدالة الاجتماعية واستخدام الحكومة لحلّ المشكلات الاجتماعية والاقتصادية. كان عمال الإسكان مثل جين آدمز قادة التقليد الليبرالي. ساد توتّرٌ بين التعاطف مع النقابات العمالية وهدف تطبيق الخبرة العلمية بأيدي خبراء نزيهين. عندما أصبح الليبراليون مناهضين للشيوعية في الأربعينيات من القرن الماضي، أخرجوا اليساريين من الحركة الليبرالية.
ساعد الكاتب السياسي هربرت كرولي على تعريف الليبرالية الجديدة من خلال مجلة «ذا نيو ريببلك» والعديد من الكتب المؤثّرة. عرض كرولي الأسباب التي تدعو إلى إرساء اقتصادٍ مخطّط، وزيادة الإنفاق على التعليم وخلق مجتمع قائم على «أخوّة البشرية». اقترح مؤلّفه المؤثر للغاية عام 1909، كتاب «وعد الحياة الأمريكية»، رفع المستوى العام للمعيشة عن طريق التخطيط الاقتصادي. عارض كرولي التنظيمات النقابية العدوانية. في كتابه «تقنيات الديمقراطية» الذي نُشر في عام 1915، جادل أيضًا ضد كل من الفردية العقائدية والاشتراكية العقائدية.
حصل المؤرّخ فيرنون لويس بارينغتون عام 1928 على جائزة بوليتزر عن كتابه «التيارات الرئيسية في الفكر الأمريكي». لقد كان تأريخًا فكريًا مؤثّرًا جدًا لأمريكا امتدّ من الحقبة الاستعمارية إلى أوائل القرن العشرين. لقد كان تاريخًا حافلًا وشغوفًا بقيمة الديمقراطية الجيفرسونية وساعد على معرفة وتكريم الأبطال الليبراليين وأفكارهم وقضاياهم. في عام 1930، جادل بارينغتون: «خلال فترة امتدّت لما يزيد عن نصف قرن، كان التفكير السياسي الخلّاق في أمريكا زراعيًا غربيًا إلى حدٍّ كبير، ومن هذا المصدر جاءت تلك الأفكار الديمقراطية التي كانت ستشكل أساسًا لليبرالية لاحقة». في عام 1945، جادل المؤرّخ آرثر ماير شليزنغر الابن في كتابه «عصر جاكسون» بأن الليبرالية انبثقت أيضًا عن الديمقراطية الجاكسونية والراديكالية العمالية في المدن الشرقية، وبذلك ربطها بالبعد الحضري للصفقة الجديدة الخاصة بروزفلت.